# Гидеон де Виллер
Гидеон де Виллер (нем. ) — один из главных героев серии романов Таймлесс «Трилогии драгоценных камней» немецкой писательницы Керстин Гир.

## Общие сведения
- Имя: Гидеон де Виллер
- Родственники: Пол де Виллер (дядя в пятом колене), Фальк де Виллер (дядя в пятом колене), Рафаэль Бертелин (родной брат)
- Глаза: изумрудно-зеленые
- Необычные способности:Обладает геномом путешественника во времени
- Драгоценный камень: Алмаз
- Любовь: Гвендолин Шеферд
- Учеба: студент медицинского факультета

## Роль в книгах

### Рубиновая книга
Гидеон с детства знал, что он носитель редкого гена путешественника во времени, передаваемого в его семье по мужской линии. Его с детства вместе с Шарлоттой Монтроуз обучали музицированию, этикету, истории Англии, боевым искусствам и многому другому для дальнейшего выполнения важной миссии — собрать кровь всех путешественников во времени для завершения Круга крови в хронограф. Предположительно встречался с Шарлоттой Монтроуз, которая «никогда не ставила под сомнения слова Гидеона», а Гвендолин, которая оказалась Рубином Круга крови, напарницей его по путешествиям в прошлое, откровенно его презирала и совсем не хотела слушать. Гидеон же считал её глупой девочкой, одной из многих, которые восторгаются гитаристами рок-групп, но на протяжении книги появляются чувства.

## Критика персонажа
В аннотации от журнала Justine Magazine Гидеон назван «великолепным в своём раздражающем поведении». В рецензии от издания New York Times говорится, что зелёные глаза — единственная отличительная черта Гидеона, так как по большей части он повторяет шаблон героя подростковой литературы. В рецензии Publishers Weekly оба главных героя названы «первоклассными» и заставляющими ожидать продолжение трилогии.